# ミット・ブレネンダー・ゾルゲ

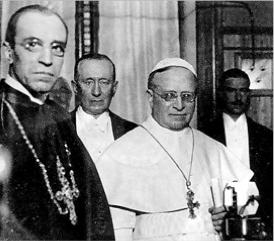
パチェッリ枢機卿国務長官とピウス11世（1931年）。間の人物はグリエルモ・マルコーニ

ミット・ブレネンダー・ゾルゲ（ドイツ語: Mit brennender Sorge）は、教皇ピウス11世によって発出された回勅。1937年3月14日付で発出された。通例回勅の原本はラテン語によって書かれているが、ドイツ語によって書かれている。題名は「深き憂慮に満たされて」、「とてつもない懸念とともに」、「燃えるような思い」などと訳されている。ナチズムおよびナチス・ドイツ体制が、人種・民族・国家を神格化していると批判した。

## 背景

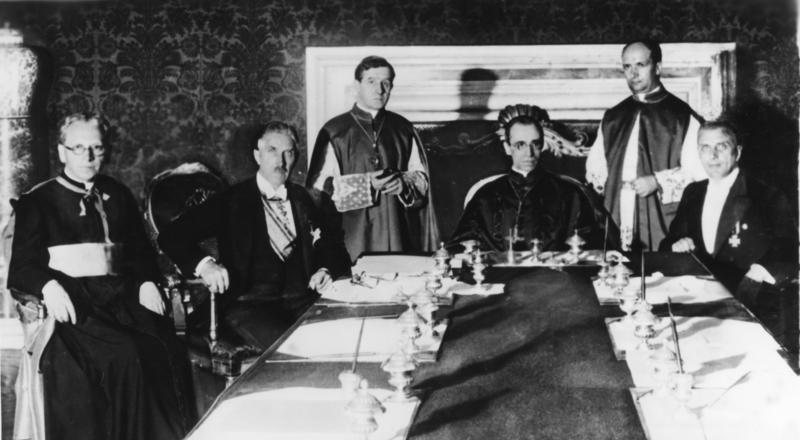
ライヒスコンコルダート交渉。左からルートヴィヒ・カース、フランツ・フォン・パーペン副首相、ジュゼッペ・ピアッツァード大司教、パチェッリ枢機卿国務長官（ピウス12世）、アルフレド・オッタビアーニ司祭、ルドルフ・ブットマン内務次官。

国家社会主義ドイツ労働者党は人種主義を掲げ、人種としてのユダヤ人に対する迫害を公然と主張していた。一方でバチカンは、カトリック政党である中央党を支援しており、ドイツ国内において対立関係にあった。しかし、共産主義を敵視する反共の観点では両者は共通していた。またユダヤ教に反対するという立場では「反ユダヤ主義」としての共通点もあった。
1933年1月のナチ党の権力掌握後には、このような状況にも変化が生じた。3月23日にはヒトラー内閣によって提出された全権委任法に中央党が賛成票を入れ、3月28日にはドイツの司教団は「ナチズムに対する原則的批判は取り下げない」ものの、「拒否的姿勢をやわらげ、順応する」声明を発出し、次第に融和が図られるようになった。7月20日にはバチカンとドイツ政府の間で、政教条約（ライヒスコンコルダート）が締結され、ナチス政府がカトリック教会及び信徒への保護を行うことと、ドイツ国内のカトリックの聖職者と信徒がナチス政府への忠誠を誓うことが合意された。
しかしナチス政府によるカトリック教会への弾圧・迫害はやまず、ライヒスコンコルダートが無視される事態がしばしば発生した。カトリック学校に対する圧迫は強化され、カトリック系の青年運動は禁止された。回勅「ミット・ブレネンダー・ゾルゲ」はこのような状況下で発出された、ナチス・ドイツ体制に対するバチカンからの批判の一つである。

## 内容

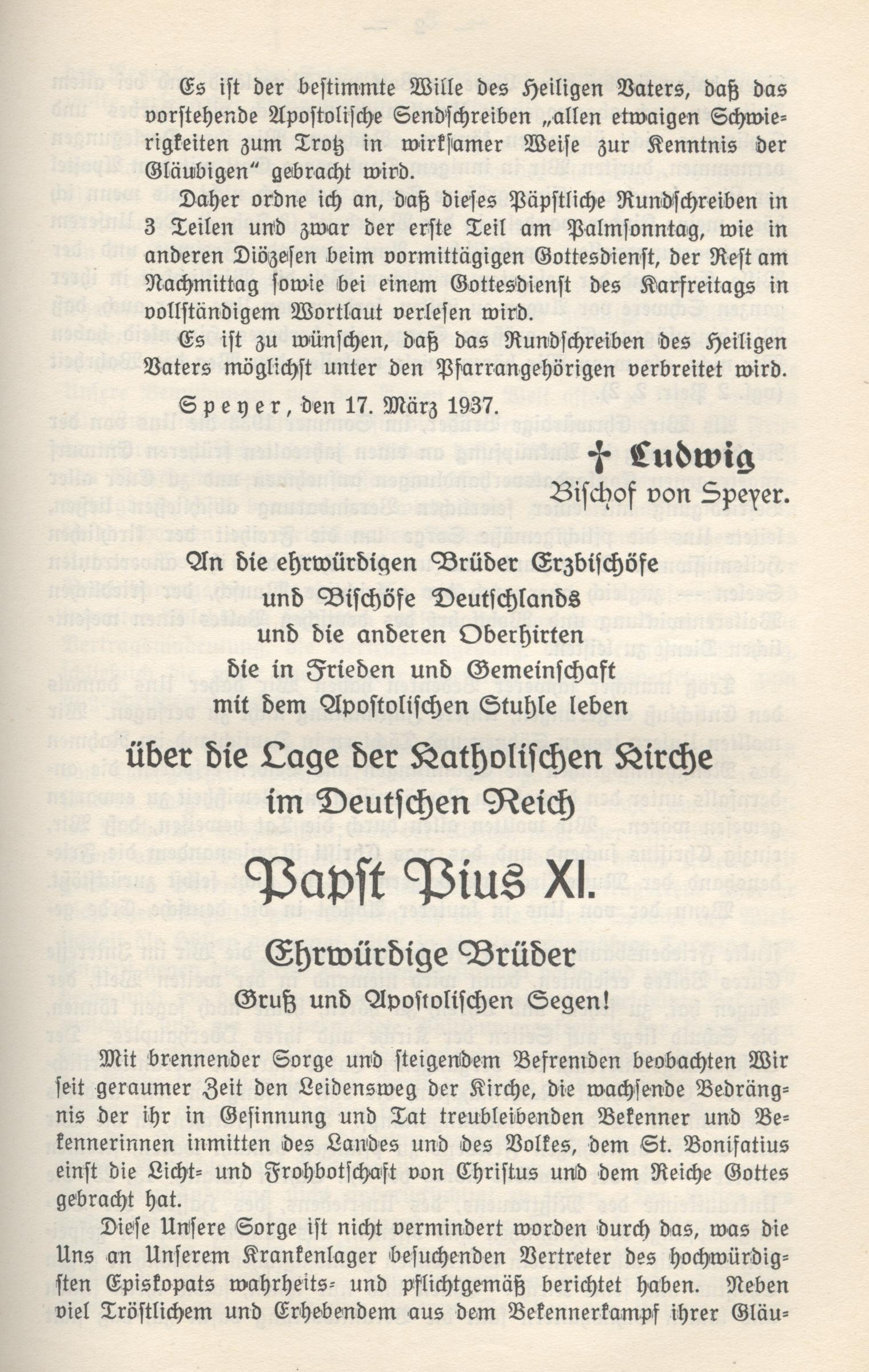
「ミット・ブレネンダー・ゾルゲ」のドイツ語版原本

この回勅は、ミュンヘンの大司教ミヒャエル・フォン・ファウルハーバー枢機卿によって草案が作成された。ファウルハーバーに対して草案作成を依頼したのは、ライヒスコンコルダートの交渉で主導的立場にあったエウジェニオ・パチェッリ枢機卿国務長官（後の教皇ピウス12世）であった。
この回勅の中では、ナチズムにおける人種・血・総統に対する崇拝がカトリック自然法の観点から厳しく批判されている。また、ナチス政府は改宗したユダヤ人とその子孫もニュルンベルク法に基づいてユダヤ人とみなしているが、回勅ではキリスト教に改宗した者は同じキリスト教徒であると声明している。
しかし他の批判と同様、この回勅がナチス体制に与えた影響はほとんど無かった。